# 決定性問題

对于判定性问题而言，任何一个输入的输出要么是是（yes），要么是否（no）

在可計算性理論與計算複雜性理論中，決定性問題，亦稱判定問題，（英語：Decision problem）是一個在某些形式系統回答「是」或「否」的問題。
舉例來說，「判定給定的自然數是否為質數」是一個決定性問題。另一個具體的例子是：「給兩個數字 x 與 y，x 是否可以整除 y？」，此問題依據其 x 與 y 的值可回答是或否。以演算法形式給出的解決決定性問題的方法稱為決策程式（decision procedure）。對決定性問題「給兩個數字 x 與 y，x 是否可以整除 y？」決策程式將確定 x 是否整除 y。一種這樣的演算法是長除法，如果餘數為 0，則原決定性問題的答案為「是」，否則為「否」。若某決定性問題可以被一些演算法所解決，則稱此問題可決定。
決定性問題與功能性問題（Function problem，或複雜型問題）密切相關，與決定性問題相比，功能性問題的答案內容會複雜許多，並非較簡單的是與非。範例問題：「給予一個正整數x，則哪些數可整除 x？」
另一個與上述兩類問題相關的是最佳化問題（Optimization problem），此問題關心的是尋找特定問題的最佳答案。
計算複雜度的領域中，分類可決定問題的依據在於「此問題有多難被解決」。在此標準下，所謂的「難」是以解決某問題最有效率的演算法所花費的計算資源為依據。在遞迴理論中，非決定性問題由圖靈度決定，指的是一種在任何解答中隱含的不可計算性量詞。
計算性理論的研究集中在決定性問題上。在§ 與函數問題的等價性中，並沒有失去其普遍性。

## 定義
決定性問題指的是在一個數量為無限大的輸入集合中，可產出任何是或非解答的問題之集合。因此傳統上定義決定性問題，乃依其解答為「是」的輸入之集合。在此情形下，一決定性問題亦等於一形式語言。
形式上，決定性問題是一自然數子集A。藉由使用哥德尔数，也可學習諸如形式語言的其他集合。非正規的定義決定性問題，就是判別一個給予的數字是否在此集合內。
一決定性問題若其A是一個递归集合，則稱做可決定的（decidable）或有效可解（effectively solvable）。若其A是一递归可枚举集合則稱為部分可決定的（partially decidable）、半可決定的（semidecidable）、可解的（solvable）或可證明（provable）。除此之外，此問題稱為不可決定的。

## 例子
一個經典可決定的決定性問題是質數問題。藉由測試每一個可能的因數，有可能有效決定一個自然數是否為質數。儘管存在很多效能更佳的質數判定方法，任何有效方法的存在就已足夠建立可決定性。
重要的不可決定的決定性問題包括停機問題，其他請見不可決定的問題列表。在計算複雜性理論中，完備的決定性問題通常用來判別其他決定性問題的複雜度類別。重要的實例包括SAT問題與其數變種，還有無向與有向圖可達性問題。

## 歷史
德语“Entscheidungsproblem”，亦即“判定性问题”（Decision-problem），最早出自于大衞·希尔伯特的话：“在1928年的会议上，希尔伯特精确地描述了他的问题。首先，数学是否具有完备性？……其次，数学是否具有一致性？……再次，数学是否具有判定性？这些问题的意思是，是否存在这样一种确定的方法，在理论上可适用于任何假设，并且能够保证对无论是否正确的假设都能给出一个正确的结果”（Hodeges，p. 91）。希尔伯特相信“在数学上没有‘ignorabimus’”，亦即“我们将无从得之”。